# Resolució 1579 del Consell de Seguretat de les Nacions Unides
La Resolució 1579 del Consell de Seguretat de les Nacions Unides fou adoptada per unanimitat el 21 de desembre de 2004. Després de recordar totes les resolucions anteriors sobre la situació a Libèria, el Consell va ampliar les sancions d'armes, fusta i viatges al país durant dotze mesos i una prohibició de diamants durant sis mesos.

## Resolució

### Observacions
El Consell de Seguretat va reconèixer el vincle entre l'explotació il·legal de recursos com els diamants i la fusta, el tràfic il·legal d'armes i els conflictes a l'Àfrica occidental, particularment a Libèria. En aquest sentit, va assenyalar que les mesures imposades a la Resolució 1521 (2003) pretenien evitar el conflicte.
El preàmbul de la resolució també va expressar la seva preocupació perquè l'ex president Charles Ghankay Taylor i els seus col·laboradors propers estiguessin involucrats en activitats que minaven la pau i l'estabilitat a la regió. Va assenyalar la finalització dels processos de desarmament i desmobilització, respecte de l'alto el foc i la implementació d'un acord de pau. Preocupava que el govern de transició tingués un control limitat sobre les zones productores de fusta del país.

### Actes
Actuant sota el Capítol VII de la Carta de les Nacions Unides, el Consell va decidir renovar les sancions contra Libèria relatives a les armes, la fusta, els diamants i els viatges, tot reiterant que aixecaria les mesures una vegada que el govern de transició hagués complert les seves condicions, inclòs establir un règim de certificat d'origen. Les sancions financeres contra Charles Taylor imposades a la Resolució 1532 (2004) continuarien vigents i es va recordar a tots els Estats que implementessin totes les sancions.
Mentrestant, es va restablir el panell d'experts de cinc membres designat de conformitat amb la Resolució 1549 (2004) del Secretari General Kofi Annan fins al 21 de juny de 2005, per vigilar la implementació i impacte de les sancions. El panell informaria si Libèria havia complert les condicions per a l'aixecament de les sancions. De manera similar, el secretari general també informarà sobre els progressos realitzats per elevar les sancions mitjançant consultes amb el govern de transició, la UNMIL i la Comunitat Econòmica dels Estats de l'Àfrica Occidental.